# آمپاناووآنا
آمپاناووآنا (به لاتین: Ampanavoana) یک منطقهٔ مسکونی در ماداگاسکار است که در ساوا (ماداگاسکار) واقع شده‌است. آمپاناووآنا ۱۳٬۰۰۹ نفر جمعیت دارد و ۱۸ متر بالاتر از سطح دریا واقع شده‌است.